# Szentmártonkáta, Pesta
Szentmártonkáta  este un sat în districtul Nagykáta, județul Pesta, Ungaria, având o populație de 4.953 de locuitori (2011). 

## Demografie
Componența etnică a satului Szentmártonkáta
     Maghiari (96,99%)
     Romi (1,31%)
     Necunoscut (0,41%)
     Alții (1,29%)
Componența confesională a satului Szentmártonkáta
     Romano-catolici (32,04%)
     Reformați (24,73%)
     Fără religie (9,37%)
     Necunoscută (32,16%)
     Alte religii (3,23%)
Conform recensământului din 2011, satul Szentmártonkáta avea 4.953 de locuitori. Din punct de vedere etnic, majoritatea locuitorilor (96,99%) erau maghiari, cu o minoritate de romi (1,31%). Apartenența etnică nu este cunoscută în cazul a 0,41% din locuitori. Nu există o religie majoritară, locuitorii fiind romano-catolici (32,04%), reformați (24,73%) și persoane fără religie (9,37%). Pentru 32,16% din locuitori nu este cunoscută apartenența confesională.